# Chapelle Saint-Claude des Pénitents noirs de Saorge
La chapelle Saint-Claude, ancienne chapelle des Pénitents noirs, est une chapelle catholique située à Saorge, en France.

## Localisation
La chapelle est située dans le département français des Alpes-Maritimes, sur la commune de Saorge, rue Louis Périssol.

## Historique
La chapelle a été construite dans la seconde moitié du XVIIe siècle. Au-dessus du portail d'entrée est inscrite la date de 1873.
La bibliothèque municipale de Saorge y est installée.
L'édifice est inscrit au titre des monuments historiques le 19 juillet 1974.